# High Speed Flight RAF
Le RAF High Speed Flight, parfois appelé « The Flight », était durant les années 1920 une petite escadrille de la Royal Air Force (RAF) formée pour participer à la Coupe Schneider sur des hydravions de compétition.

## Arrière-plan
Au Trophée Schneider de 1926 les deux pays concurrents, Italie et États-Unis, engagèrent des pilotes militaires. Une équipe britannique ne put être formée faute de temps. La défaite britannique de 1925 étant due à une infériorité technique et un manque d'organisation, le ministère de l'Air accepta donc de soutenir une équipe britannique avec des pilotes de la RAF. Ainsi fut formé le High Speed Flight au Marine Aircraft Experimental Establishment de Felixstowe, en préparation de l’édition 1927.

## 1927
Pour l'édition 1927 se déroulant à Venise, six avions de trois avionneurs différents furent engagés : deux Supermarine S.5, trois Gloster IV et un Short Crusader. Le Crusader étant plus lent que les autres il ne fut utilisé que pour l'entraînement. Il s'écrasa le 11 septembre 1927 à cause d'une erreur dans le ré-assemblage de l'avion après son arrivée à Venise,,.

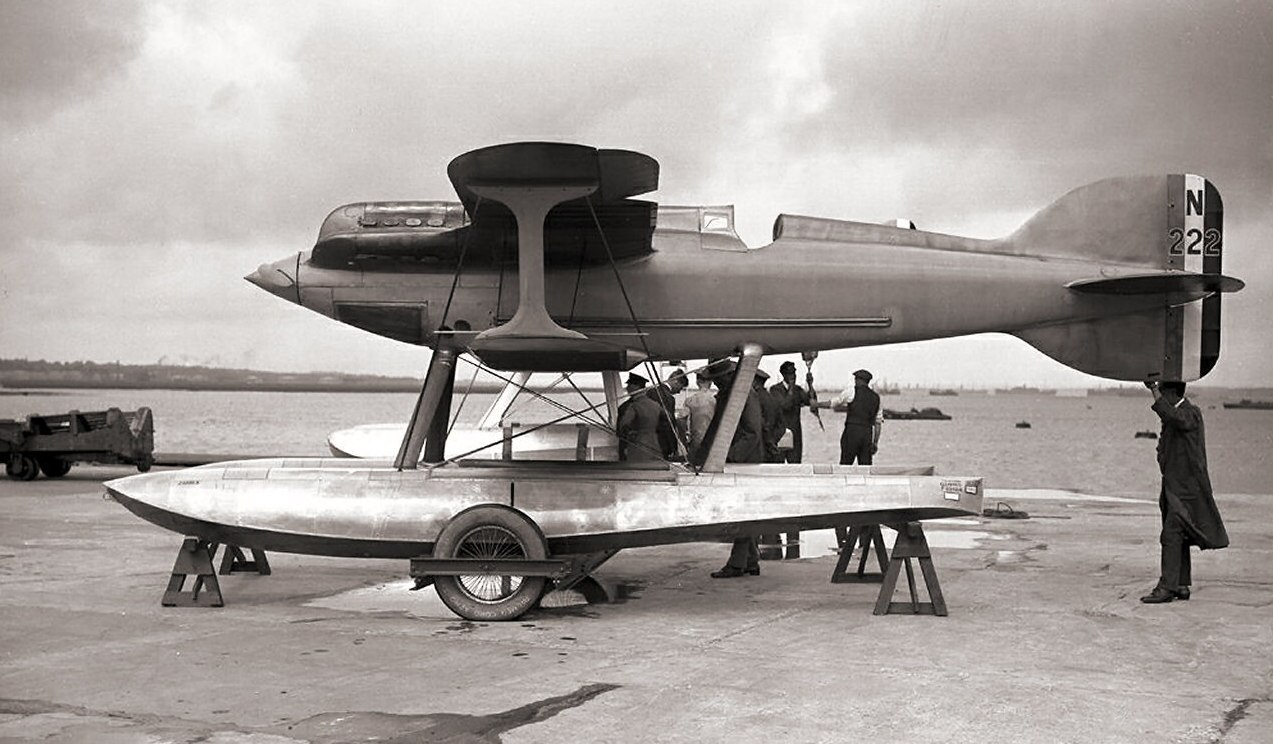
Gloster napier IVB N222

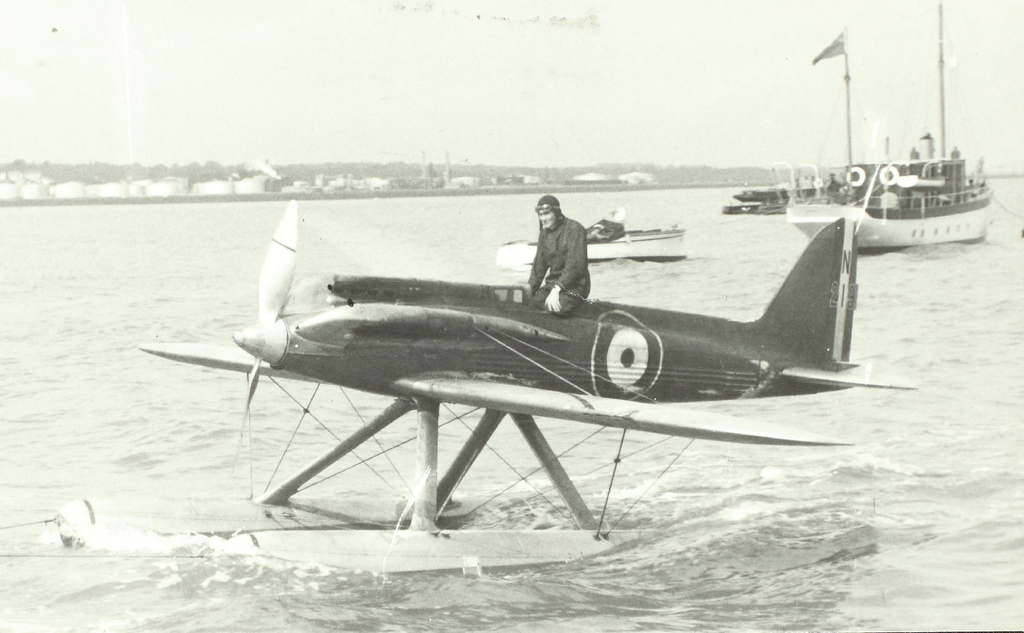
Supermarine S.5

Les Supermarine S.5 finirent premier et second. Le Gloster et les trois avions italiens ne terminèrent pas la course. En tant que pays vainqueur, le Royaume-uni devait accueillir l'édition suivante. Cette édition fut la dernière compétition annuelle. Par la suite la course eut lieu tous les deux ans, afin de laisser plus de temps au développement des avions entre les courses.
| Pilote                         | Avion                | Résultat en course                                 |
| ------------------------------ | -------------------- | -------------------------------------------------- |
| Flight Lieutenant S. Kinkead   | Gloster IVB N223     | Abandon                                            |
| Flight Lieutenant S. Webster   | Supermarine S.5 N220 | 1re place, à 453,72 km/h                           |
| Flight Lieutenant Worsley      | Supermarine S.5 N219 | 2e place, à 439,21 km/h                            |
| Squadron leader L. Slatter     | Short Crusader N226  |                                                    |
| Flying Officer H. M. Schofield | Short Crusader N226  | Ne put concourir, blessé dans le crash du Crusader |

## 1928
Le High Speed Flight fut dissout après la course de 1927. Le Trésor accepta le financement de l'avion pour la course suivante, mais le ministère de l'Air s'opposa dans un premier temps à l'utilisation de pilotes militaires. Ce problème fut cependant vite réglé et le High Speed Flight fut reformé. En mars 1928, le Flight Lieutenant Samuel Kinkead réalisa une tentative de record de vitesse à l'aide du Supermarine S.5 N221. Mais à l'approche de la ligne de départ, l'avion plongea dans l'eau tuant le pilote.

## 1929
Le Trophée 1929 eut lieu à Cowes. Avec le peu d'argent provenant du ministère, l'avion et le moteur durent être développés grâce au financement d'entreprises privées, l'argent du gouvernement étant seulement utilisé pour acheter l'avion terminé. Les frais des éditions 1927 et 1929 s’élevèrent respectivement à 196 000 £ et 220 000 £. Rolls-Royce avait désormais développé le nouveau moteur R suralimenté, offrant à l’ingénieur en chef de Supermarine, R. J. Mitchell, beaucoup plus de puissance pour équiper son nouveau S.6 en remplacement du moteur atmosphérique Napier Lion VIIB du S.5. Le Gloster VI, restait équipé du Napier Lion, mais dans une version compressée, le Napier Lion VIID.
Le S.6 N247, piloté par le Flight Lieutenant H.R.D Waghorn finit premier. Atcherly, sur le N248, fut disqualifié pour avoir coupé un virage. Le Gloster VI ne participa pas à la course, mais Stainforth l'utilisa pour battre un nouveau record de vitesse le lendemain. Record qui fut bientôt battu à son tour par l'un des S.6.

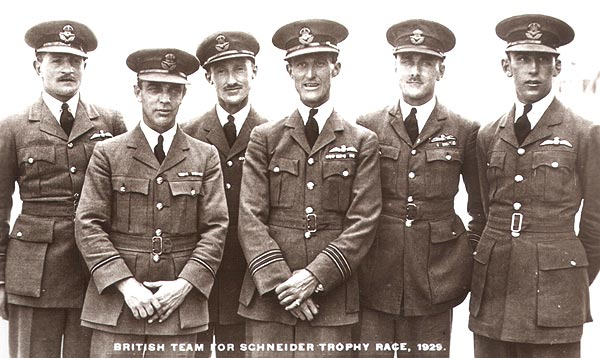
L'équipe britannique du Trophée Schneider 1929. De gauche à droite : Waghorn, Moon, Grieg, Orlebar, Stainforth et Atcherly.

| Pilote                               | Rang                | Avion                 | Résultat en course                         |
| ------------------------------------ | ------------------- | --------------------- | ------------------------------------------ |
| Flight Lieutenant S. Kinkead         |                     |                       | Tué pendant la tentative de record en 1928 |
| Flying Officer H.R.D. Waghorn        |                     | Supermarine S.6A N247 | 1re place, à 528,8 km/h                    |
| Flying Officer Moon                  | Engineering Officer |                       |                                            |
| Flight Lieutenant D. D'Arcy A. Greig |                     | Supermarine S.5       |                                            |
| Squadron Leader A. Orlebar           | Flight Commander    |                       | Record à 575,7 km/h avec N247              |
| Flight Lieutenant G. H. Stainforth   |                     | Gloster VI N249       |                                            |
| Flying Officer R.L.R. Atcherly       |                     | Supermarine S.6A N248 |                                            |

## 1931

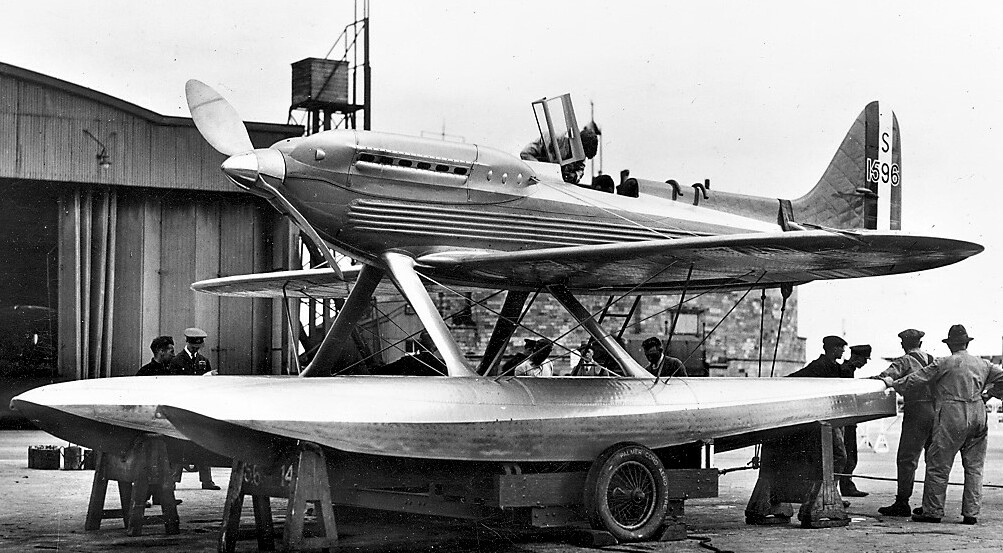
Le Supermarine S.6B.

En vertu des règles du Trophée Schneider, une troisième victoire d'affilée deviendrait une victoire définitive. L'attitude officielle après la victoire de 1929, fut résumée par le Premier Ministre Ramsay MacDonald, « Nous allons faire de notre mieux pour gagner à nouveau. »
Cependant le soutien officiel fut retiré pour réaliser des économies après le krach de Wall Street d'octobre 1929. Le Cabinet opposa son veto à la participation de la RAF et au financement par le gouvernement d'événements sportifs. Le Marshal of the Royal Air Force Hugh Trenchard ne voyant pas les avantages à une participation de la RAF. L'évolution de l'aviation n'étant pour lui pas directement liée à cet engagement. Cependant, le public soutenait l'idée d'une équipe nationale. Une riche bienfaitrice, l'héritière Lady Lucie Houston, offrit la somme de 100 000 livres pour financer l'équipe. Le fardeau financier retiré, le Gouvernement permit à la RAF de concourir à nouveau.
Le retard du financement ne laissa plus assez de temps pour créer un nouvel avion, le S.6 fut donc modifié : le moteur R fut poussé à 2 300 ch et la cellule renforcée, devenant ainsi le S.6B. Deux nouveaux avions furent construits à cette spécification et les deux S.6 restants furent mis à niveau et renommés S.6A.
La course en elle-même fut une déception. Aucun autre pays n'ayant pu engager d'équipe, l'organisateur, le Royal British Aero club, ayant refusé aux Français et aux Italiens de décaler la date de la compétition pour leur permettre de finir la mise au point de leurs avions et d'y participer. La victoire étant quasiment assurée, l'objectif était donc de battre le temps de 1929 avec un des S.6B, puis de faire une nouvelle tentative de record de vitesse et d'utiliser le S.6A pour assurer le Trophée.
Le premier objectif fut atteint. Le Flight Lieutenant Boothman gagna la course avec le S.6B S1595 à 547,31 km/h, 19 km/h plus rapidement qu'en 1929.
Le travail commença alors sur la tentative de record, mais l'équipe subit un revers lorsqu'un accident mineur provoqua le naufrage de S1596. La course et le record furent donc tous deux assurés par S1595 (aujourd'hui conservé au Science Museum de Londres). Les moteurs furent échangés pour la tentative, avec des réglages favorisant la performance plutôt que la fiabilité et l'utilisation d'un carburant spécial. Le Flight Lieutenant Stainforth réalisa ensuite un record à 655,8 km/h, devenant la première personne à voler à plus de 400 mph (644 km/h). En comparaison, le record de vitesse terrestre ne put atteindre cette vitesse qu'après la Seconde Guerre mondiale avec la Railton Mobil Special de John Cobb.
| Pilote                                          | Rang                | Avion      | Résultat en course                                                                           |
| ----------------------------------------------- | ------------------- | ---------- | -------------------------------------------------------------------------------------------- |
| Flight Lieutenant E. J. L. Hope                 |                     |            |                                                                                              |
| Lieutenant R.L. "Jerry" Brinton (Fleet Air Arm) |                     |            |                                                                                              |
| Flight Lieutenant Freddy Long                   |                     | S.6B S1596 |                                                                                              |

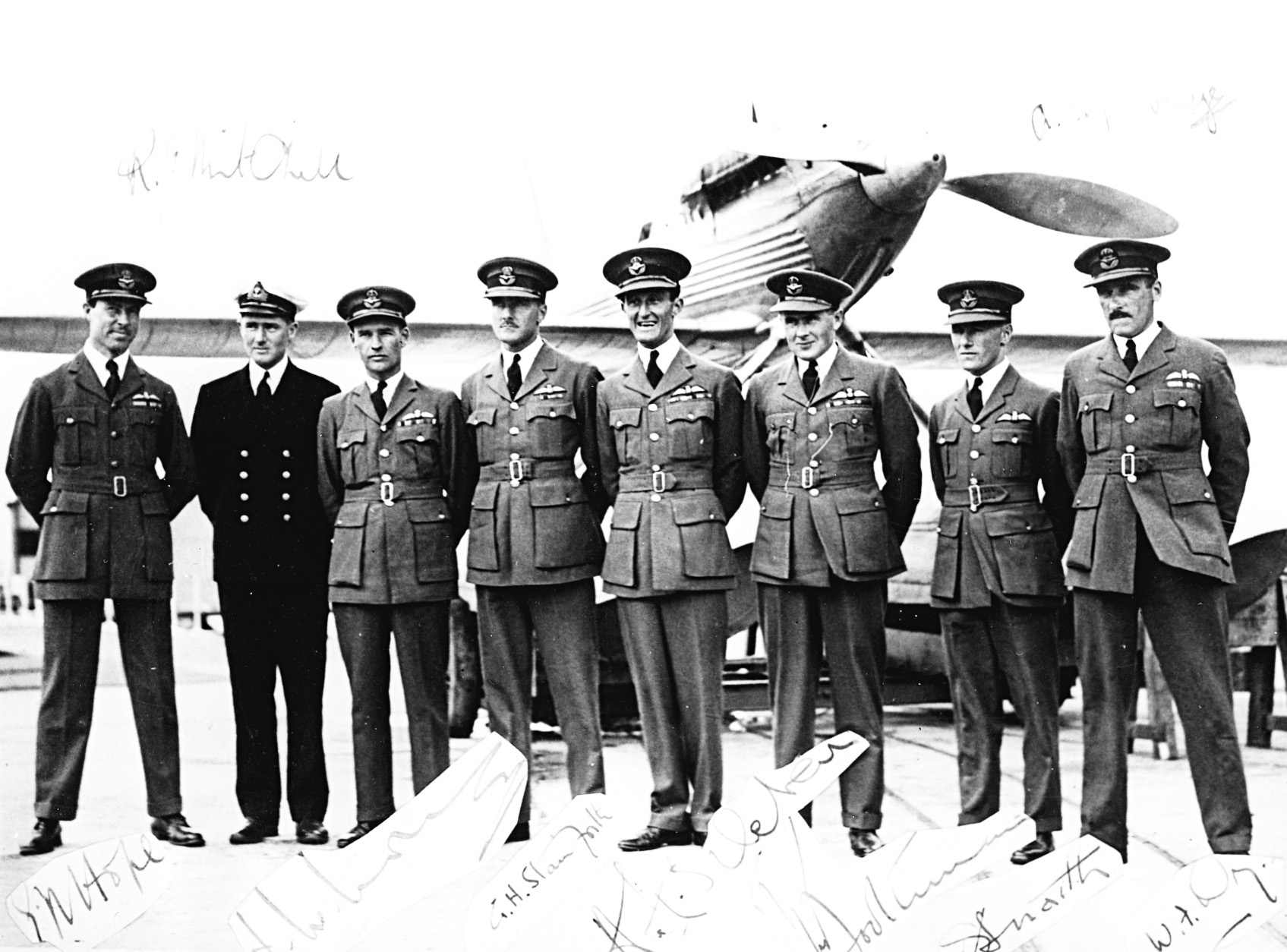
L'équipe britannique du Trophée Schneider 1931. De gauche à droite : Hope, Brinton, Long, Stainforth, Orlebar, Boothman, Snaith et Dry.

| Flight Lieutenant George Stainforth             |                     | S.6B       | Tentative de record prévu avec S1596 (S.6A), mais réalisé avec S1595 (S.6B) après l'accident |
| Squadron Leader A. Orlebar                      | Flight Commander    |            |                                                                                              |
| Flight Lieutenant John Boothman                 |                     | S.6B S1595 | 1re place, à 547,31 km/h.                                                                    |
| Flying Officer Leonard Snaith                   |                     | S.6A N248  |                                                                                              |
| Flight Lieutenant W.F. Dry                      | Engineering Officer |            |                                                                                              |

Le Flight fut dissous dans les semaines suivant la victoire de 1931, après avoir atteint son but.

## Aéronefs utilisés

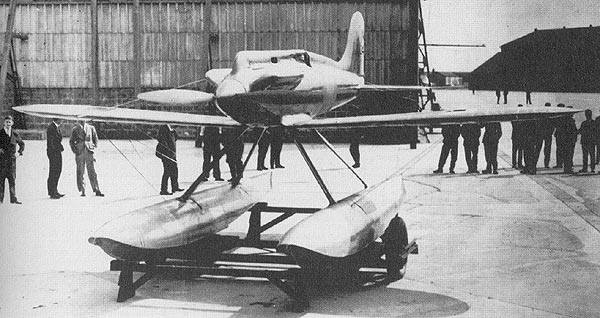
Gloster VI N249

- 1927
  - Gloster I (formation)
  - Gloster IVB
  - Supermarine S.5
  - Short Crusader
- 1929
  - Gloster VI
  - Supermarine S.6
- 1931
  - Supermarine S.6A
  - Supermarine S.6B

## Reformation après-guerre

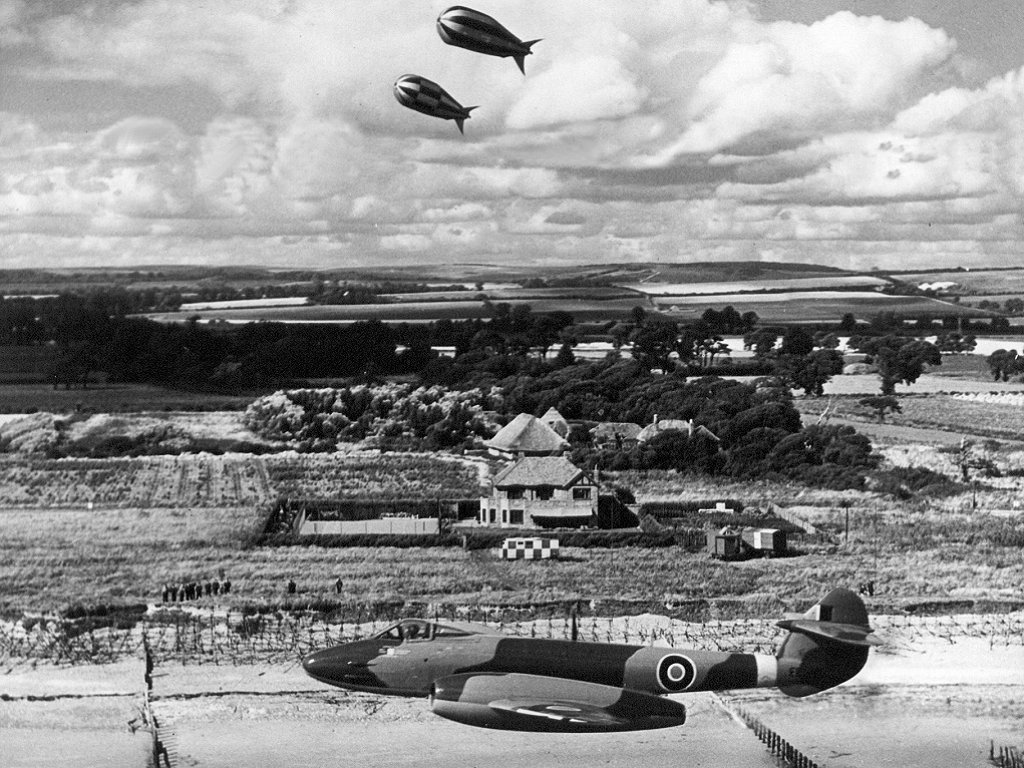
Le Group Captain Donaldson survolant une station de chronométrage sur la piste d’essai à haute vitesse à bord d'un Gloster Meteor IV (EE549).

En 1946, le High Speed Flight fut reformé pour tenter de battre le record du monde de vitesse aérien, établi en 1945 à plus de 606 miles à l'heure,. Le Flight était sous le commandement du Group Capt. E. M. Donaldson (DSO et AFC) et comprenait certains pilotes notables comme le Flt. Lt. Neville Duke (DSO, DFC), le Wing Cdr. Roland Beamont (DSO) et le Squadron leader W. A. Waterton (AFC). Deux Meteor IV (EE549 et EE550) furent préparés pour les tentatives de record de vitesse. Leurs modifications furent minimes, les plus importantes étant une faible augmentation de la poussée des moteurs Derwent et le remplacement de la verrière en plexiglas du cockpit par une en aluminium pour résister à la chaleur à plus de 600 miles à l'heure.
La piste d’essai de plus de 3 km fut installée entre Littlehampton et Worthing. Après cinq tours, Donaldson atteignit près de 991 km/h et Waterton 988 km/h.